# Чад на летних Олимпийских играх 1972
Чад принимал участие в Летних Олимпийских играх 1972 года в Мюнхене (ФРГ) в третий раз за свою историю, но не завоевал ни одной медали. Страну представляли три легкоатлета и один боксёр.

## Бокс
Спортсменов — 1
| Спортсмен           | Категория | 1/16                | 1/8                | Четвертьфинал      | Полуфинал          | Финал              |
| Спортсмен           | Категория | Соперник Результат  | Соперник Результат | Соперник Результат | Соперник Результат | Соперник Результат |
| ------------------- | --------- | ------------------- | ------------------ | ------------------ | ------------------ | ------------------ |
| Нуреддин Аман Хасан | 81 кг     | Мате Перлов Пор RSC | не прошёл          | не прошёл          | не прошёл          | не прошёл          |

## Лёгкая атлетика
Спортсменов — 3
Мужчины
| Спортсмен        | Соревнование    | Предварительный раунд | Предварительный раунд | Четвертьфиналы | Четвертьфиналы | Полуфиналы | Полуфиналы | Финал     | Финал     |
| Спортсмен        | Соревнование    | Результат             | Место                 | Результат      | Место          | Результат  | Место      | Результат | Место     |
| ---------------- | --------------- | --------------------- | --------------------- | -------------- | -------------- | ---------- | ---------- | --------- | --------- |
| Салем Алах-Джаба | 100 м           | 10,65                 | 2                     | 10,51          | 7              | Не прошёл  | Не прошёл  | Не прошёл | Не прошёл |
| Салем Алах-Джаба | 200 м           | не финишировал        | -                     | Не прошёл      | Не прошёл      | Не прошёл  | Не прошёл  | Не прошёл | Не прошёл |
| Гана Абба-Кимет  | 100 м           | 10,89                 | 5                     | Не прошёл      | Не прошёл      | Не прошёл  | Не прошёл  | Не прошёл | Не прошёл |
| Ахмед Сенусси    | Прыжки в высоту | 2,00                  | 35                    | Не прошёл      | Не прошёл      | Не прошёл  | Не прошёл  | Не прошёл | Не прошёл |